# Distrito de Calobre
El distrito de Calobre es una de las divisiones que conforma la provincia de Veraguas, situado en la República de Panamá.

## Origen del nombre
Su nombre se originó de un Cacique llamado Calobre.    
Calobre es una parroquia en el este del término municipal del ayuntamiento de La Estrada, en la provincia de Pontevedra, Galicia (España). También pudo haberse dado por una degeneración.

## División político-administrativa
Está conformado por doce corregimientos:
- Calobre
- Barnizal
- Chitra
- El Cocla
- El Potrero
- La Laguna
- La Raya de Calobre
- La Tetilla
- La Yeguada
- Las Guías
- Monjarás
- San José

## Geografía
Este distrito está atravesado por la cordillera central que atraviesa este a oeste casi todo el istmo por lo cual debe tener 
mucha variedad de climas y vegetación.
Una de las principales atracciones turísticas de la región es la Laguna la Yeguada, a 1.400 metros sobre el nivel del mar

### Clima
| Parámetros climáticos promedio de Laguna La Yeguada (normales 2001–2015, extremos 1960–actualidad) | Parámetros climáticos promedio de Laguna La Yeguada (normales 2001–2015, extremos 1960–actualidad) | Parámetros climáticos promedio de Laguna La Yeguada (normales 2001–2015, extremos 1960–actualidad) | Parámetros climáticos promedio de Laguna La Yeguada (normales 2001–2015, extremos 1960–actualidad) | Parámetros climáticos promedio de Laguna La Yeguada (normales 2001–2015, extremos 1960–actualidad) | Parámetros climáticos promedio de Laguna La Yeguada (normales 2001–2015, extremos 1960–actualidad) | Parámetros climáticos promedio de Laguna La Yeguada (normales 2001–2015, extremos 1960–actualidad) | Parámetros climáticos promedio de Laguna La Yeguada (normales 2001–2015, extremos 1960–actualidad) | Parámetros climáticos promedio de Laguna La Yeguada (normales 2001–2015, extremos 1960–actualidad) | Parámetros climáticos promedio de Laguna La Yeguada (normales 2001–2015, extremos 1960–actualidad) | Parámetros climáticos promedio de Laguna La Yeguada (normales 2001–2015, extremos 1960–actualidad) | Parámetros climáticos promedio de Laguna La Yeguada (normales 2001–2015, extremos 1960–actualidad) | Parámetros climáticos promedio de Laguna La Yeguada (normales 2001–2015, extremos 1960–actualidad) | Parámetros climáticos promedio de Laguna La Yeguada (normales 2001–2015, extremos 1960–actualidad) |
| Mes                                                                                                | Ene.                                                                                               | Feb.                                                                                               | Mar.                                                                                               | Abr.                                                                                               | May.                                                                                               | Jun.                                                                                               | Jul.                                                                                               | Ago.                                                                                               | Sep.                                                                                               | Oct.                                                                                               | Nov.                                                                                               | Dic.                                                                                               | Anual                                                                                              |
| -------------------------------------------------------------------------------------------------- | -------------------------------------------------------------------------------------------------- | -------------------------------------------------------------------------------------------------- | -------------------------------------------------------------------------------------------------- | -------------------------------------------------------------------------------------------------- | -------------------------------------------------------------------------------------------------- | -------------------------------------------------------------------------------------------------- | -------------------------------------------------------------------------------------------------- | -------------------------------------------------------------------------------------------------- | -------------------------------------------------------------------------------------------------- | -------------------------------------------------------------------------------------------------- | -------------------------------------------------------------------------------------------------- | -------------------------------------------------------------------------------------------------- | -------------------------------------------------------------------------------------------------- |
| Temp. máx. abs. (°C)                                                                               | 34.2                                                                                               | 34.8                                                                                               | 36.6                                                                                               | 36.5                                                                                               | 35.6                                                                                               | 32.8                                                                                               | 32.8                                                                                               | 33.8                                                                                               | 32.8                                                                                               | 31.4                                                                                               | 37.0                                                                                               | 33.6                                                                                               | 37.0                                                                                               |
| Temp. máx. media (°C)                                                                              | 29.5                                                                                               | 30.5                                                                                               | 31.4                                                                                               | 31.3                                                                                               | 29.6                                                                                               | 28.8                                                                                               | 28.8                                                                                               | 28.6                                                                                               | 28.3                                                                                               | 27.9                                                                                               | 27.9                                                                                               | 28.9                                                                                               | 29.3                                                                                               |
| Temp. media (°C)                                                                                   | 24.1                                                                                               | 24.5                                                                                               | 25.2                                                                                               | 25.1                                                                                               | 24.5                                                                                               | 24.0                                                                                               | 24.0                                                                                               | 23.9                                                                                               | 23.6                                                                                               | 23.4                                                                                               | 23.4                                                                                               | 23.8                                                                                               | 24.1                                                                                               |
| Temp. mín. media (°C)                                                                              | 18.7                                                                                               | 18.5                                                                                               | 18.9                                                                                               | 19.0                                                                                               | 19.4                                                                                               | 19.3                                                                                               | 19.2                                                                                               | 19.1                                                                                               | 19.0                                                                                               | 19.0                                                                                               | 18.8                                                                                               | 18.7                                                                                               | 19                                                                                                 |
| Temp. mín. abs. (°C)                                                                               | 10.0                                                                                               | 11.1                                                                                               | 10.0                                                                                               | 11.1                                                                                               | 11.1                                                                                               | 12.2                                                                                               | 12.2                                                                                               | 13.0                                                                                               | 12.2                                                                                               | 12.2                                                                                               | 12.2                                                                                               | 11.1                                                                                               | 10.0                                                                                               |
| Lluvias (mm)                                                                                       | 21.0                                                                                               | 8.3                                                                                                | 26.3                                                                                               | 95.1                                                                                               | 368.4                                                                                              | 448.2                                                                                              | 335.7                                                                                              | 473.3                                                                                              | 587.4                                                                                              | 591.2                                                                                              | 318.8                                                                                              | 95.5                                                                                               | 3369.2                                                                                             |
| Fuente n.º 1: INEC                                                                                 | | | | | | | | | | | | | |
| Fuente n.º 2: IMHPA (lluvia y extremos)                                                            | | | | | | | | | | | | | |

## Economía
Las personas del sector del área de Calobre se dedican a las actividades agrícolas de subsistencia,  se están realizando promociones comerciales en la producción de Sandía, Cañas, siembra de plantaciones de tecas, arroz, y maíz.  Actualmente se promueve además el turismo interno, de sus lugares exóticos.
La laguna genera energía hidroeléctrica y también en los verano se cosechan gran cantidad de sandía la cual se exporta al extranjero y es la mejor del país debido a su tierra como media árida.